# Kaktus roku
Kaktus roku (niem. Kaktus des Jahres) – sukulenty wybierane dorocznie w plebiscycie w krajach niemieckojęzycznych przez członków towarzystw zrzeszających miłośników ich hodowli.
Od 2008 roku hodowcy kaktusów z Niemiec, Austrii i Szwajcarii wybierają kaktus roku. Pod uwagę brane są gatunki i rodzaje szczególnie popularne i łatwe w pielęgnacji.

## Kaktus roku
| Rok  | Nazwa polska          | Nazwa naukowa             | Ilustracja |
| ---- | --------------------- | ------------------------- | ---------- |
| 2008 |                       | Echinocactus grusonii     |            |
| 2009 |                       | Selenicereus grandiflorus |            |
| 2010 | przegorzaniec Eyriesa | Echinopsis oxygona        |            |
| 2011 |                       | Epicactus                 |            |
| 2012 |                       | Astrophytum asterias      |            |
| 2013 |                       | Cleistocactus strausii    |            |
| 2014 | szlumbergera ucięta   | Schlumbergera truncata    |            |
| 2015 |                       | Mammillaria zeilmanniana  |            |
| 2016 |                       | Discocactus horstii       |            |
| 2017 | karnegia olbrzymia    | Carnegiea gigantea        |            |
| 2018 |                       | Echinopsis chamaecereus   |            |
| 2019 | opuncja figowa        | Opuntia ficus-indica      |            |
| 2020 |                       | Pachycereus marginatus    |            |
| 2021 |                       | Hylocereus undatus        |            |
| 2022 |                       | Cylindropuntia bigelovii  |            |